# You Bet Your Life
You Bet Your Life is de achttiende aflevering van het derde seizoen van de televisieserie ER, die voor het eerst werd uitgezonden op 17 april 1997.

## Verhaal
Dr. Carter zet zijn carrière op het spel als hij achter de rug van dr. Hicks en dr. Anspaugh om een patiënt van hem tegen hun besluit toch laat opereren. 
Dr. Greene krijgt een patiënte onder zijn hoede die allemaal symptomen verzint om zo geopereerd te worden. Ondertussen heeft hij ook zijn handen vol aan zijn dochter Rachel, die vertelt op school dat zij aan leukemie lijdt. 
Hathaway raakt in aanvaring met dr. Doyle, dit omdat zij moeite heeft om orders aan te nemen van een dokter die veel jonger is dan zij. 
Boulet denkt over haar vernieuwde relatie met haar ex-man, en of zij hier goed aan gedaan heeft. Dit komt omdat zij een patiënte onder haar hoede heeft met aids die haar dochter heeft besmet, en zij heeft ook een echtgenoot die haar hiervoor niet voor kan vergeven. 
Dr. Benton kijkt in het medisch dossier van zijn ongeboren kind, kijkend voor abnormaalheden. Dit terwijl hij officieel hier niet mag inkijken.
Dr. Ross probeert een patiënte van hem te helpen, zij wil koste wat kost haar prom wil halen. Dr. Ross wil haar echter in het ziekenhuis houden, zij weet hem toch over te halen om haar te laten gaan. Dit doet hij alleen als zij belooft meteen na de prom terug te komen.
Markovic heeft een goede handel ontdekt, hij doneert zijn sperma aan een spermabank onder de naam Dr. Markovic.

## Rolverdeling

### Hoofdrol
- Anthony Edwards - Dr. Mark Greene
- Yvonne Zima - Rachel Greene
- George Clooney - Dr. Doug Ross
- Noah Wyle - Dr. John Carter
- Eriq La Salle - Dr. Peter Benton
- Laura Innes - Dr. Kerry Weaver
- Jorja Fox - Dr. Maggie Doyle
- Amy Aquino - Dr. Janet Coburn
- CCH Pounder - Dr. Angela Hicks
- Harry Lennix - Dr. Greg Fischer
- John Aylward - Dr. Donald Anspaugh
- Jami Gertz - Dr. Nina Pomerantz
- Ted Rooney - Dr. Tabash
- Gloria Reuben - Jeanie Boulet
- Michael Beach - Al Boulet
- Julianna Margulies - verpleegster Carol Hathaway
- Ellen Crawford - verpleegster Lydia Wright
- Yvette Freeman - verpleegster Haleh Adams
- Conni Marie Brazelton - verpleegster Connie Oligario
- Laura Cerón - verpleegster Chuny Marquez
- Deezer D - verpleger Malik McGrath
- Bellina Logan - verpleegster Kit
- Emily Wagner - ambulancemedewerker Doris Pickman
- Montae Russell - ambulancemedewerker Dwight Zadro
- Abraham Benrubi - Jerry Markovic
- Lisa Nicole Carson - Carla Reese

### Gastrol
- Gia Carides - Suzanne Alner
- Joseph Culp - Roger Alner
- Lois Foraker - Ida Blinnder
- Richard Zobel - Mr. Bartok
- Marisol Lucia - Mrs. Hilderbrand
- Adrienne Smith - Betsy
- Blayne Weaver - Jeffrey
- Luck Hari - verpleegster verloskunde

en vele andere